# Dallas Open 2024
Dallas Open 2024 a fost un turneu de tenis masculin jucat pe terenuri cu suprafață dură acoperite. A fost cea de-a 3-a ediție a Dallas Open și a făcut parte din seria ATP 250 din Circuitul ATP 2024. A avut loc la Styslinger/Altec Tennis Complex din Dallas, Texas, între 5 și 11 februarie 2024.

## Campioni

### Simplu
Pentru mai multe informații consultați Dallas Open 2024 – Simplu

### Dublu
Pentru mai multe informații consultați Dallas Open 2024 – Dublu

## Puncte și premii în bani

### Distribuția punctelor
| Probă  | C   | F   | SF  | QF | R16 | R32 | Q   | Q2  | Q1  |
| Simplu | 250 | 165 | 100 | 50 | 25  | 0   | 12  | 7   | 0   |
| Dublu  | 250 | 150 | 90  | 45 | N/A | 0   | N/A | N/A | N/A |

### Premii în bani
| Probă  | C        | F       | SF      | QF      | R16     | R28    | Q2     | Q1     |
| Simplu | $114,970 | $67,070 | $39,435 | $22,850 | $13,270 | $8,110 | $4,055 | $2,210 |
| Dublu* | $39,950  | $21,380 | $12,530 | $7,000  | $4,130  | N/A    | N/A    | N/A    |

*per echipă